# 吉川村 (新潟県三島郡)
吉川村（よしかわむら）は、かつて新潟県三島郡にあった村。

## 沿革
- 1889年（明治22年）4月1日 - 町村制施行に伴い三島郡瓜生村、瓜生権六新田、瓜生市郎右衛門新田、下河根川村、大野村、新保村、中条村が合併し、吉川村が発足。
- 1901年（明治34年）11月1日 - 三島郡脇野町村、上岩井村と合併し、脇野町村を新設して消滅。